# Foremost (logiciel)
Foremost est un logiciel Linux de récupération de données pour l'informatique légale, qui exploite les en-têtes, pieds de page et structures de données de fichiers endommagés via un processus nommé file carving, consistant en la récupération à partir de fragments privés de métadonnées de fichiers informatiques. Ce logiciel est disponible gratuitement et nativement installé dans Kali Linux.

## Historique
Foremost a été créé en mars 2001 pour obtenir dans des environnements Linux les fonctionnalités du programme DOS CarvThis. La première itération de Foremost a été écrite par les agents spéciaux Kris Kendall et Jesse Kornblum de l'US Air Force Office of Special Investigations. Le programme a ensuite été modifié  en 2005 par Nick Mikus, chercheur associé au centre d'études et de recherche sur la sécurité des systèmes d'information de la Naval Postgraduate School dans le cadre d'un mémoire de maîtrise. Les modifications apportées par Mikus comprenaient des améliorations de la précision ainsi que des taux d'extraction de Foremost.

## Fonctionnalités
Foremost est invocable à partir de l'interface en ligne de commande (CLI), sans offrir cependant d'interface graphique (GUI).
Le logiciel est capable de récupérer des types de fichier spécifiques, parmi lesquels jpg, gif, png, bmp, avi, exe, mpg, wav, riff, wmv, mov, pdf, ole, doc, zip, rar, htm et cpp. Il existe également un fichier de configuration (généralement trouvé sur /usr/local/etc/foremost.conf ) qui peut être utilisé pour définir des types de fichiers supplémentaires.